# المدينة الإعلامية القطرية
كانت انطلاقة المدينة الاعلامية القطرية في عام 2000 م بامتلاك ماكينات طباعيه متطورة واستيراد الهدايا التجارية من الصين كما قامت بإصدار أول دليل شامل عن قطر بعنوان دليلك في قطر باللغتين العربية والإنكليزية والذي يحتوي على معلومات شاملة عن مختلف القطاعات والفعاليات الموجودة في قطر من معلومات عامة - التعليم - السياحة - الرياضة - الصحة - العمران - الاقتصاد - الانشطة التجارية المتنوعة
عاما بعد عام تطورت الشركة لمواكبة تطورات احتياج المجتمع القطري من الاعلام والإعلان.
وفي عام 2009 تم تطوير قسم الطباعة في الشركة بامتلاكها أحدث ماكينات الطباعة ((اوفست وديجتال))
لنغطي احتياجات الافراد والشركات والمؤسسات
تعد المدينة الاعلامية القطرية من الشركات التي تقدم عرضا في الأسعار منافسا لكل الشركات الأخرى إضافة إلى الجودة والنوعيه والأفكار الغير موجودة في السوق القطري
تقدم المدينة الاعلامية القطرية جميع الخدمات الاعلامية والإعلانية والدعائية الخاصة بالشركات والمحلات والمكاتب والعيادات وجميع الأنشطة التي تحتاج إلى أسلوب دعائي معين.
فالشركة تخدم القطاعات المختلفة من خلال تقديم هذه الخدمة الدعائية على جميع المستويات وعلى كل الأشكال من خلال قيام الشركة بتنفيذ ما يلى :
D المطبوعات الدعائية..
وهي من أهم وسائل الدعاية لذلك تعمل الشركة على تميز المطبوعات الدعائية من حيث الجودة العالمية والشكل
```
المميز.. ومن أشكال هذه المطبوعات.. (برشور- بوستر - استيكرز - منيو - فولدر - كتيب - مطوية - كتالوج - مجلات).
```

D المطبوعات التجارية..
تقدم المدينة الاعلامية القطرية خدماتها في مجال المطبوعات التجارية لما لها من أهمية في الشركات ومن أشكالها.. (الفواتير - دفاتر اليومية - الايصالات - خطابات الشركة - الأظرف بأشكالها وأحجامها)
D خدمات الإنترنت..
ولما كانت أهمية الإنترنت في حياتنا الآن فتقدم المدينة الاعلامية القطرية خدماتها في مجال الإنترنت ومنها.. (استضافة - تصميم المواقع - حجز دومينات - برمجة - أشهار مواقع - دعم فنى متواصل - دعاية مواجهة)
D اليفط وإعلانات الطرق..
قسم متكامل خاص باليفط بجميع أشكالها وأنواعها مجهز بأحدث مكينات تصنيع اليفط وصيانتها فريـق متكامل وفنين
```
على أعلـى مستوى من الخبرة فــى مجال تجهيز وتركيب وصيانة جميع أنواع اليفط..
```

فيلكس - فينيل - بنر - نحاس - صاج - استانلس - معدن - بلاستيك - ليزر - اللدات - شاشات إلكترونية - اللوحات
```
الإعلانية ذات السمك الرفيع - الاستانداة للشركاتت بجميع أنواعها - اللوحات الدوارة - اللوحات البريوما
```

D المواد الدعائية..
ولأهمية المواد الدعائية حيث أنها هدية يحتفظ بها العميل، فتهتم المدينة الاعلامية القطرية باختيار أنسب هذه الهدايا من باقة
من أجمل المواد الدعائية بما يتناسـب مع كل عميل ومـن أشكال هـذه المواد الدعائية.. (اقــــلام بجميع أشكلها - ميداليات - اندكسات - تى شرتات - مجات - أدوات مكتبية)
D هدايا أول العام..
رغبـة منا في تكامل الخدمات الدعائية المتعددة نقدم باقة من أجمل هدايا أول العام والتي تعد المكمل الرئيســى
لأى حملة إعلانية والتي تعطى الدعم والثقل لأى حملة ولأى منتج بالسوق.. آملين أن نقدم عملاً ذات مستـوى
من الرقى حائزاً على أفضل المستويات العالمية ليس للمنافسة ولكن لوضع بصمتنا بالسوق.. (نتيجة حائط - نتيجة مكتب - نتيجة جيب - أجيندات - أقلام... وغيرها)
D تنظيم المؤتمرات والمعارض والحفلات..
نظراً لأهمية الاتصال المباشر بالعملاء كأحد الوسائل التسويقية الفعالة والمؤثرة في العملاء ولأن المؤتمـــرات
والندوات والمعارض والحفلات من أهم الوسائل لاتصال المباشر بالعملاء، فقد أنشأت المدينة الاعلامية القطرية قسم خـاص
بتنظيم المعارض والمؤتمرات والحفلات يقدم خدمات مع الأشراف على المعارض لعملائنا بما في ذلك تصميمها
لهم والإشراف على عملية العرض واختيار المكان..
D الميــــديـــــــا..
وهو إنتاج الإعلانات المرئية والمسوعة والبرامج التلفزيون والفواصل.
D الشنــــط الدعائية..
جميع أنواع الشنط الدعائية من شنط بلاستيك وورق وجلد... وغيرها.
D الكروت الشخصية..
جميع أنواع الكروت الشخصية وأحجمها.
D تصميمات الجرافيك..
D حملات دعائية متكاملة وأقتراحات دعائية..
فريق العمل يتميز بالكفاءة والخبرة والنشاط يتالف فريق العمل من إداريين وفنيين ومصميين ومسوقيين على درايه تامة كلا باختصاصه
```
المدير العام : نوار مصطفى الرختوان
```